# Elizabeth Duval

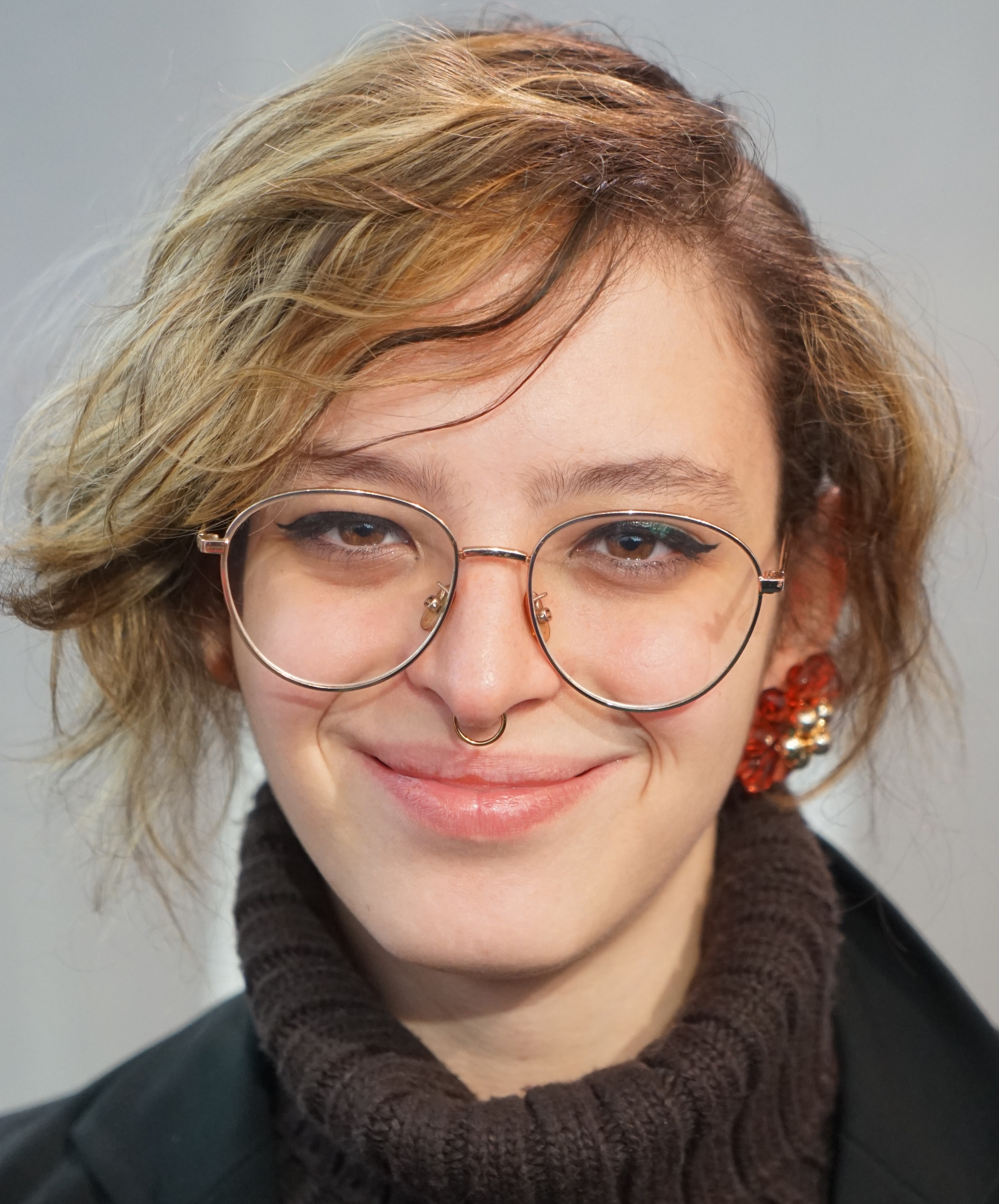
Elizabeth Duval (2022)

Elizabeth Duval (* 25. August 2000 in Alcalá de Henares) ist eine spanische Autorin und Aktivistin.

## Werdegang
Duval studiert  Philosophie und moderne Literatur an der Universität Sorbonne in Paris. Sie wird oft als Spokesperson für Transrechte und Verteidigerin des spanischen Transgesetzes (sp. La Ley Trans) in Spanien bezeichnet.  So wurde sie 2017 von der Jugendzeitung von El País, genannt spanischen Tageszeitung El País de las Tentaciones zusammen mit Topacio Fresh und Valeria Vegas zu einer Reportage mit dem Titel El futuro es trans (zu dt.: Die Zukunft ist trans) porträtiert.
Regelmäßig hat sie  mit dem Programm Gen Playz des spanischen Senders RTVE sowie anderem wie El Objetivo zusammengearbeitet.

## Werk
Ihrer ersten Veröffentlichung 2018 mit der Textsammlung Cuadernos de Medusa (zu dt.: Die Hefter der Medusa) unter dem Verleger Amor de Madre folgte eine Mitarbeit in dem queeren Erzählband Asalto a Oz aus dem Jahr 2019. Ihre erste Gedichtsammlung mit dem Titel Excepción (zu dt.: Ausnahme) und ihr erster Roman Reina (zu dt.: Königin) wurden im Februar und März 2020 veröffentlicht. Ein Jahr später folgte die Veröffentlichung ihres Essays Después de lo trans (deutscher Titel.: Nach Trans), der das Thema der Transsexualität in den Fokus rückt. Hierbei proklamiert sie den Blick hinter den Transaktivismus hin zu weiteren politisch-kritischen Diskussionsthemen. Die Bundeszentrale für politische Bildung hat den Band 2024 in ihrer Schriftenreihe veröffentlicht.

## Veröffentlichungen
- Excepción, Letraversal, 2020.
- Reina, Caballo de Troya, 2020.[15]
- Después de lo trans. Sexo y género entre la izquierda y lo identitario, La Caja Books, 2021.[16]
- Madrid será la tumba, Lengua de trapo, 2021.[17]
- Nach Trans - Sex, Gender und die Linke, Berlin (Wagenbach-Verlag), 2023, ISBN 978-3-8031-5195-7; 2024 als Lizenzausgabe der Bundeszentrale für politische Bildung veröffentlicht, ISBN 978-3-7425-1073-0